# Potencial evocado
Um potencial evocado ou resposta evocada é um potencial elétrico registrado do sistema nervoso de um humano ou outro animal seguido da apresentação de um estímulo, distinto dos potenciais espontâneos detectados por eletroencefalografia (EEG), eletromiografia (EMG) ou outro método de registro de eletrofisiologia. Tais potenciais são úteis para a medicina eletro-diagnóstica e monitoramento.
As amplitudes do potencial evocado tendem a ser pequenas, variando de menos de um microvolt, comparado a dezenas de microvolts para uma EEG, a, com frequência, próximo de um volt para a ECG. Para resolver esses potenciais de baixa amplitude contra o contexto das EEG, ECG, EMG e outros sinais biológicos e ruído ambiental em andamento, a média dos sinais é normalmente requerida. O sinal está temporalmente fechado ao estímulo e a maior parte do ruído ocorre aleatoriamente, permitindo que seja feita a média do ruído ao se tomar a média de respostas repetidas.
Sinais do córtex cerebral, tronco cerebral, medula espinhal e sistema nervoso periférico podem ser registrados. Normalmente o termo "potencial evocado" é reservado para respostas envolvendo ou um registro ou um estímulo das estruturas do sistemas nervoso. Logo, o potencial de ação muscular composto (CMAP) ou o potencial de ação sensitivo (SNAP) quando usados no estudo de condução nervosa (NCS) não são, geralmente, pensados como potenciais evocados, mesmo que se encaixem na definição de acima.

## Potenciais evocados sensorialmente
Os potenciais evocados sensorialmente são registros do sistema nervoso central seguido de estimulação dos órgãos sensoriais, por exemplo, potenciais visuais evocados a partir de luzes que piscam ou padrões que mudam em um monitor; potenciais auditivos evocados a partir de um click ou um estímulo sonoro (apresentado através de fones de ouvido); ou potenciais somato-sensitivos evocados a partir de estimulação tátil ou elétrica de um nervo sensorial ou misto da periferia. Potenciais evocados somato-sensitivos tem sido amplamente usados em diagnósticos clínicos desde os anos de 1970, assim como em monitoramento neurofisiológico intra-operatório (MNIO), também conhecido como neurofisiologia cirúrgica.
Há três tipos de potenciais evocados difundidos no uso clínico: potencial evocado auditivo (PEA), normalmente registrado a partir do couro cabeludo mas originariamente criado no nível do tronco cerebral; potencial evocado visual (PEV) e potencial evocado somato-sensitivo, que são obtidos a partir da estimulação elétrica do nervo periférico. Veja abaixo.
Long e Allen registraram um potencial evocado auditivo anormal no tronco cerebral de uma mulher alcoolizada que havia se recuperado de uma síndrome de Ondine adquirida. Esses investigadores criaram a hipótese de que o tronco cerebral de sua paciente estava envenenado, mas não destruído, por seu alcoolismo crônico.

### Potencial evocado em regime estacionário
Um potencial evocado é a resposta elétrica do cérebro para um estímulo sensorial. Regan construiu uma análise de Fourier análoga para registrar as harmônicas do potencial evocado pelo cintilar (modelado senoidalmente) da luz mas, ao invés de integrar o produto do seno e cosseno, os usou como alimento para um registrador gráfico de duas canetas via filtros passa-baixo. Isto o permitiu demonstrar que o cérebro alcançou um regime estacionário no qual a amplitude e a fase das harmônicas (componentes da frequência) da resposta estavam aproximadamente constantes no tempo. Por analogia com a resposta estacionária de um circuito ressonante que segue a resposta inicial transiente, ele definiu e idealizou um potencial evocado em regime estacionário como uma forma de resposta para uma estimulação sensorial repetitiva na qual os componentes da frequência constituintes da resposta permanecem constantes através do tempo tanto em relação à amplitude quanto à fase. Apesar de esta definição implicar uma série de sinais temporais idênticos, ela é mais útil para definir o potencial evocado em regime estacionário (SSEP) em termos dos componentes da frequência que estão em uma descrição alternativa da forma de onda no domínio do tempo, porque componente de frequência diferentes podem ter propriedades bem diferentes. Por exemplo, as propriedades da centelha de alta frequência do SSEP (cuja amplitude pico está próxima de 40–50 Hz) corresponde às propriedades dos neurônios magnocelulares subsequentemente descobertos na retina do macaco macaca, enquanto as propriedades da centelha de frequência média do SSEP (cuja amplitude pico está próxima de 15–20 Hz) corresponde às propriedades dos neurônios parvocelulares. Uma vez que o SSEP pode ser completamente descrito em termos de amplitude e fase de cada componente da frequência, ele pode ser mais inequivocadamente quantificado do que o potencial evocado transiente médio.
Às vezes se diz que os SSEPs são obtidos apenas através de estímulos de repetição de alta frequência, mas isso geralmente não está correto. Em princípio, um estímulo modulado senoidalmente pode obter um SSEP mesmo quando sua frequência de repetição é baixa. Por causa da atenuação de alta frequência do SSEP, estimulação de alta frequência pode produzir uma forma de onda  quase senoidal, mas isto não é pertinente à definição de um SSEP. Ao usar zoom-FFT para registrar SSEPs no limite teórico da resolução espectral ΔF (onde ΔF é a recíproca da duração da gravação em segundos) Regan e Regan descobriram que a variabilidade da amplitude e fase do SSEP pode ser suficientemente pequena para que a largura de banda dos componentes constituintes da freqüência do SSEP possam estar no limite da resolução espectral até ao menos uma gravação de 500 segundos de duração (0.002 Hz neste caso). A estimulação sensorial repetitiva obtém uma resposta magnética estacionária do cérebro que pode ser analisada da mesma forma que o SSEP.

#### A técnica da "simulação simultânea"
Esta técnica permite que muitos (ex. quatro) SSEPs sejam gravados simultaneamente desde qualquer local no couro cabeludo. Locais diferentes de estimulação ou diferentes estímulos podem ser etiquetados com frequências levemente diferentes que são virtualmente as mesmas para o cérebro, mas podem ser facilmente separadas por análises de séries de Fourier. Por exemplo, quando duas luzes não padronizadas são moduladas em frequências levemente diferentes (F1 e F2) e sobrepostas, múltiplos componentes de modulação cruzada de freqüência não linear (mF1 ± nF2) são criados no SSEP, onde m e n são integrais. Estes componentes permitem a investigação de processamento não linear no cérebro. Ao etiquetar a freqüência de duas grades sobrepostas, as propriedades de freqüência espacial e orientação de afinação dos mecanismos do cérebro que processam a forma espacial podem ser isolados e estudados. Estímulos de diferentes modalidades sensoriais também podem ser etiquetados. Por exemplo, um estímulo visual foi cintilado à Fv Hz e um tom auditivo foi apresentado simultaneamente numa amplitude modulada para Fa Hz. A existência de um componente (2Fv + 2Fa) na resposta magnética evocada no cérebro demonstra uma área de convergência audio-visual no cérebro humano, e a distribuição desta resposta sob a cabeça permitiu que esta área do cérebro fosse localizada. Mais recentemente, a etiquetação de frequências tem sido estendida de estudos de processamento sensorial para estudos de atenção seletiva e consciência.

#### A técnica de "varredura"
A técnica de varredura é uma técnica de domínio de freqüência/domínio de tempo híbrida. Um gráfico de, por exemplo, amplitude de respostas versus o tamanho verificado de um gráfico de estímulos de padrões de xadrez pode ser obtido em 10 segundos, muito mais rápido do que quando se toma a média de um domínio de tempo para registrar um potencial evocado para cada um dos vários tamanhos verificados. Na demonstração original da técnica, os produtos do seno e cosseno foram alimentados através de um filtro passa-baixo (como quando se registra um SSEP) enquanto se via um padrão de verificações finas cujos quadrados preto e branco trocavam de lugares seis vezes por segundo. Então o tamanho dos quadrados foi progressivamente aumentado de forma a dar um gráfico de amplitude de potencial evocado versus tamanho verificado (por isso "varredura"). Autores subsequentes têm implementado a técnica de varredura ao usar softwares para incrementar a freqüência espacial de uma grade de séries de pequenos passos e computar uma média do domínio de tempo para cada freqüência espacial discreta. Uma única varredura pode ser adequada ou tal vez seja necessário fazer uma média dos gráficos obtidos em várias varreduras com a média provocada pelo ciclo de varredura. Fazer a média de 16 varreduras pode melhorar a relação sinal-ruído do gráfico por um fator de quatro. A técnica de varredura se provou útil na medição de processos de adaptação visual rápida e também nos registros a partir de bebês, onde a duração do registro é necessariamente curta. Norcia e Tyler têm usado a técnica para documentar o desenvolvimento da acuidade visual  e sensitividade ao contraste durante os primeiros anos de vida. Eles têm enfatizado que, ao diagnosticar desenvolvimento visual anormal, a maior precisão das normas de desenvolvimento, a maior precisão para distinguir anormal de normal, e ao fim a documentação do desenvolvimento visual normal de um grande grupo de crianças. Por muitos anos a técnica de varredura tem sido usada em clinicas de oftalmologia pediatra (eletrodiagnóstico) no mundo todo.

#### Feedback do potencial evocado
Esta técnica permite que o SSEP controle diretamente o estimulo que extrai o SSEP sem a intervenção consciente do sujeito do experimento. Por exemplo, a média do tempo de funcionamento do SSEP pode ser arranjada para aumentar a luminância de um estimulo xadrez se a amplitude do SSEP cai abaixo de algum valor predeterminado, e para decrescer a luminância se ela sobe acima deste valor. A amplitude do SSEP então paira sobre este valor predeterminado. Agora a onda (cor) do estímulo é mudada progressivamente. O gráfico resultante da luminância do estímulo versus a onda é um gráfico da sensibilidade espectral do sistema visual.

### Potencial evocado visual
Em 1934, Adrian e Matthew perceberam que mudanças de potencial no EEG occipital podem ser observadas sob estimulação da luz. Ciganek desenvolveu a primeira nomenclatura para os componentes do EEG occipital em 1961. Durante o mesmo ano, Hirsch e seus colegas registraram um potencial evocado visual (PEV) no lobo occipital (externa e internamente) e descobriram que as amplitudes registradas ao longo do sulco calcarino eram as maiores. Em 1965, Spehlmann usou uma simulação de xadrez para descrever PEVs humanas. Uma tentativa para localizar estruturas na trilha visual primária foi completada por Szikla e seus colegas. Halliday e colegas completaram a primeira investigação clinica usando PEV ao registrar PEVs atrasadas em pacientes com neurite retrobulbar em 1972. Uma grande variedade de extensas pesquisas para melhorar os procedimentos e teorias têm sido conduzidas desde 1970 até o dia de hoje e o método têm sido descrito em animais.

#### Estímulos PEV
O estimulo de luz difusa é raramente usado hoje em dia devida à alta variabilidade dentro e através dos sujeitos a serem estudados. No entanto, é beneficial usar este tipo de estímulo quando se está testando crianças, animais ou indivíduos com acuidade visual pobre. Os padrões de xadrez e gradeados usam quadrados e listras claras e escuras, respectivamente. Estes quadrados e listras são iguais em tamanho e são apresentados, uma imagem a cada vez, via a tela de um computador.

#### Disposição de eletrodo PEV
A disposição de eletrodo é extremamente importante para obter uma boa resposta PEV livre de artefato. Em uma configuração típica (um canal), um eletrodo é colocado 2.5 cm acima do ínion e um eletrodo referencial é colocado à Fz. Para uma resposta mais detalhada, dois eletrodos adicionais pode ser colocados 2.5 cm à direita e esquerda do Oz.

#### Ondas PEV
A nomenclatura PEV é determinada pelo uso de letras maiúsculas declarando se o pico é positivo (P) ou negativo (N) seguidas de um número que indica a média latente do pico para aquela onda em particular. Por exemplo, P50, é uma onda com um pico positivo à aproximadamente 50 ms seguidos do início do estímulo.
A média de amplitude das ondas PEV caem normalmente entre 5 e 10 microvolts.

#### Tipos de PEV
Alguns PEVs específicos são: 
- Reversão de padrão monocular (mais comum)
- Potencial evocado de varredura visual
- Potencial evocado de visão binocular
- Potencial evocado de visão cromática
- Potencial evocado de visão hemi-campo
- Potencial evocado de visão de lampejo
- Potencial evocado de visão Google LED
- Potencial evocado de visão de movimento
- Potencial evocado de visão multifocal
- Potencial evocado de visão multi-canal
- Potencial evocado de visão multi-frequência
- Potencial evocado de visão stereo-obtida
- Potencial evocado de visão em regime estacionário

### Potencial evocado auditivo
O potencial evocado auditivo pode ser usado para rastrear o sinal gerado pelo som na via auditiva ascendente. O potencial evocado auditivo é gerado na cóclea, atravessa o nervo coclear, passa pelo núcleo coclear, complexo olivar superior, lemnisco lateral, até o colículo inferior no mesencéfalo, o corpo geniculado medial e, finalmente, até o córtex.
Potenciais evocados auditivos (PEA) são subcategorias de potenciais de eventos relacionados (PER)s. PERs são respostas cerebrais que são fechadas temporalmente para algum "evento", com um estímulo sensorial, um evento mental (como reconhecimento de um estímulo objetivo), ou a omissão de um estímulo. Para PEAs, o "evento" é um som. PEAs (e PERs) são voltagens elétricas bem pequenas que se originam do cérebro e são registradas desde o escalpo em resposta a um estímulo auditivo, como diferentes tons, vozes, etc.
Os PEAs podem ser classificados em potenciais de curta, média e longa latências, estando relacionado com o tempo de aparecimento da resposta neuroelétrica auditiva e o sítio gerador de cada resposta.
O Potencial Evocado Auditivo de Tronco Encefálico (PEATE)  é considerado o potencial de curta latência (ou precoce) mais utilizado na prática clínica. Este potencial avalia a atividade neuroelétrica da via auditiva desde o nervo auditivo até o tronco encefálico, ocorrendo durante os primeiros 10 milissegundos (ms) em resposta a uma estimulação acústica. Dentre as principais aplicações clínicas deste potencial tem-se a determinação do nível mínimo de resposta auditiva em neonatos e em crianças difíceis de serem avaliadas por meio de procedimentos audiológicos convencionais, além de auxiliar na caracterização do tipo de perda auditiva, na localização topográfica da lesão em nervo auditivo ou em tronco encefálico, na monitorização de cirurgias de fossa posterior e monitorização de pacientes em Centro de Terapia Intensiva (auxiliando na avaliação do grau do coma e morte encefálica).
Os Potenciais Evocados Auditivos de Longa Latência (PEALL) ocorrem entre 80 e 750 ms após a estimulação acústica e refletem a atividade neuroelétrica da via auditiva nas regiões do tálamo e córtex auditivo, estruturas que envolvem as funções de discriminação, integração e atenção, fornecendo informações sobre o funcionamento do Sistema Nervoso Auditivo Central (SNAC). Dentre os componentes dos PEALL tem-se o P300, eliciado por tarefas com paradigma "oddball" (estímulo alvo) que envolve a discriminação de dois estímulos diferentes (o indivíduo deve prestar atenção ao estímulo raro que aparece aleatoriamente dentro de uma série de estímulos frequentes). Este potencial é utilizado na investigação de habilidades cognitivas como discriminação e atenção, sendo por este motivo também denominado Potencial Cognitivo.

### Potencial evocado somato-sensitivo
Os potenciais evocados somato-sensitivos (PESS) são usados em monitoramentos neurológicos para avaliar a função da medula espinhal de um paciente durante cirurgia. Eles são registrados ao estimular os nervos periféricos, mais comumente o nervo tibial, o nervo mediano e o nervo ulnar, tipicamente com um estímulo elétrico. A resposta é então registrada desde o couro cabeludo do paciente.
Por causa da baixa amplitude do sinal uma vez ele alcança o couro cabeludo do paciente e o relativamente alto grau de ruído elétrico causado pelo contexto do EEG, do músculo do escalpo no EMG ou por conta de aparelhos eletrônicos no quarto, deve-se tirar a média do sinal. O uso da média melhora a relação sinal-ruído. Tipicamente, na sala de operação, de 100 a mais de 1000 médias devem ser usadas para resolver adequadamente o potencial evocado.
Os dois aspectos mais observados de um PESS são a amplitude e a latência dos picos. Os picos mais predominantes têm sido estudados e nomeados em laboratório. A cada pico lhe é dado uma letra e um número em seu nome. Por exemplo, N20 se refere a um pico negativo (N) à 20ms. Este pico é registrado desde o córtex, quando o nervo mediano é estimulado. Muito provavelmente ele corresponde ao sinal que alcança o córtex somatossensorial. Quando usado em monitoramento intra-operatório, a latência e amplitude do pico relativo ao padrão pós-intubação do paciente são peças de informação crucial. Aumentos dramáticos na latência ou reduções na amplitude são indicadores de disfunção neurológica.
Durante a cirurgia, a grade parte do gases anestésicos usados pode afetar a amplitude e latência do PESS. Qualquer um dos agentes halogênicos ou óxido nitroso fará com que as latências cresçam e as amplitudes das respostas decresçam, às vez a ponto de que uma resposta não seja mais detectável. Por esta razão, uma anestesia que utiliza menos agentes halogênicos e mais hipnóticos e narcóticos intravenosos é tipicamente usada.

### Potencial evocado por laser
PESS convencionais monitoram o funcionamento da parte do sistema somatossensorial envolvida em sensações como toque e vibração. A parte do sistema somatossensorial que transmite sinais de dor e temperatura é monitorada por potenciais evocados por laser (PEL). PELs são evocados ao aplicar calor bem centralizado e de rápido aquecimento à pele fazendo uso de um laser. No sistema nervoso central, eles podem detectar dano ao trato espiotalâmico, tronco cerebral lateral, e fibras que carregam sinais de dor e temperatura do tálamo ao córtex. No sistema nervoso periférico, sinais de dor e calor são carregados ao longo de finas fibras (C e A delta) até a medula espinhal, e PELs podem ser usados para determinar se uma neuropatia está localizada nessas pequenas fibras, ao invés de naquelas maiores fibras de toque e vibração.

## Monitoramento intra-operatório
Potenciais evocados somato-sensitivos dão monitoramento para as colunas dorsais da medula espinhal. Potenciais evocados sensoriais podem também ser usados durante cirurgias que colocam estruturas cerebrais em risco. Eles são efetivamente usados para determinar isquemia cortical durante cirurgias da endarterectomia carotídea e para mapear as áreas sensoriais do cérebro durante a cirurgia cerebral.
A estimulação elétrica do couro cabeludo pode produzir uma corrente elétrica dentro do cérebro que ativa as trilhas motoras dos tratos piramidais. Esta técnica é conhecida como monitoramento  potencial motor elétrico transcraniano. Esta técnica avalia efetivamente as trilhas motoras no sistema nervoso central durante cirurgias que colocam essas estruturas em risco. Estas trilhas motoras, incluindo o trato corticoespinhal lateral, estão localizadas nos funículos laterais e ventrais da medula espinhal. Uma vez que a espinha ventral e dorsal tem fornecimento sangüíneo separado com fluxo colateral bastante limitado, uma síndrome da medula anterior (paralisia com algumas funções sensoriais preservadas) é uma sequela possível, então é importante ter monitoramento específico para os tratos motores assim como monitoramento da coluna dorsal.
Estimulação magnética transcranial versus estimulação elétrica é geralmente vista como inapropriada para monitoramento intra-operatório porque ela é mais sensível à anestesia. A estimulação elétrica é muito dolorosa para uso em pacientes acordados. As duas modalidade são, então, complementares; sendo a estimulação elétrica a escolhida para monitoramento intra-operatório, e a magnética para aplicações clínicas.

## Potencial evocado motor
Potenciais evocados motores (PEM) são registrados desde músculos seguidos de estimulação direta do córtex motor exposto, ou estimulação transcraniana do córtex motor, ou magnética ou elétrica. O PEM magnético transcranial tem um potencial de aplicações diagnósticas. O PEM elétrico transcranial tem sido amplamente usado por vários anos como monitoramento intra-operatório para a integridade funcional do trato piramidal.
Durante os anos de 1990 houve tentativas para monitorar "potenciais evocados motores", incluindo "potenciais evocados motores neurogênicos" registrados desde nervos periféricos, seguidos de estimulação elétrica direta da medula espinhal. Tem se tornado claro que esses potenciais "motores" eram quase que inteiramente obtidos por estimulação antidrômica dos trato sensoriais- mesmo quando o registro era dos músculos (a estimulação antidrômica do trato sensorial provoca respostas miogênicas através das sinapses da raiz do nível de entrada). Potencial evocado motor transcranial, elétrico ou magnético, é a forma mais prática de garantir respostas motoras puras, uma vez que a estimulação do córtex sensorial não pode resultar em impulsos decrescentes para além da primeira sinapse (sinapses não podem ser disparadas antes do tempo).
Estimulações magnéticas transcranianas (EMT), de pulso único ou repetitivas, têm sido usadas em vários experimentos em neurociência cognitiva. Porque a EMT está correlacionada com a excitabilidade motora, elas oferecem uma forma quantitativa de testar o papel de vários tipos de intervenções no sistema motor (farmacológicas, comportamentais, lesões, etc.). EMTs induzidas podem então servir como um índice de preparação de conversão motora ou facilitação, ex., induzidas por sistemas de neurônios espelho quando vendo a ação de alguma outra pessoa. Por exemplo, em uma pesquisa realizada no Brasil, EMT de pulso único foi utilizada para provocar potenciais evocados motores, permitindo a medição posterior dos efeitos procurados - no caso, o efeito no trato corticoespinhal, responsável pela motricidade, de observar objetos com carga emocional serem manipulados. Além disso, PEMs são usadas como referência para ajustar a intensidade da estimulação que precisa ser cumprida pelo EMT quando objetivando regiões corticais cujas respostas podem não ser tão facilmente medidas, ex., no contexto do terapia baseada em EMT.